# XMM-뉴턴

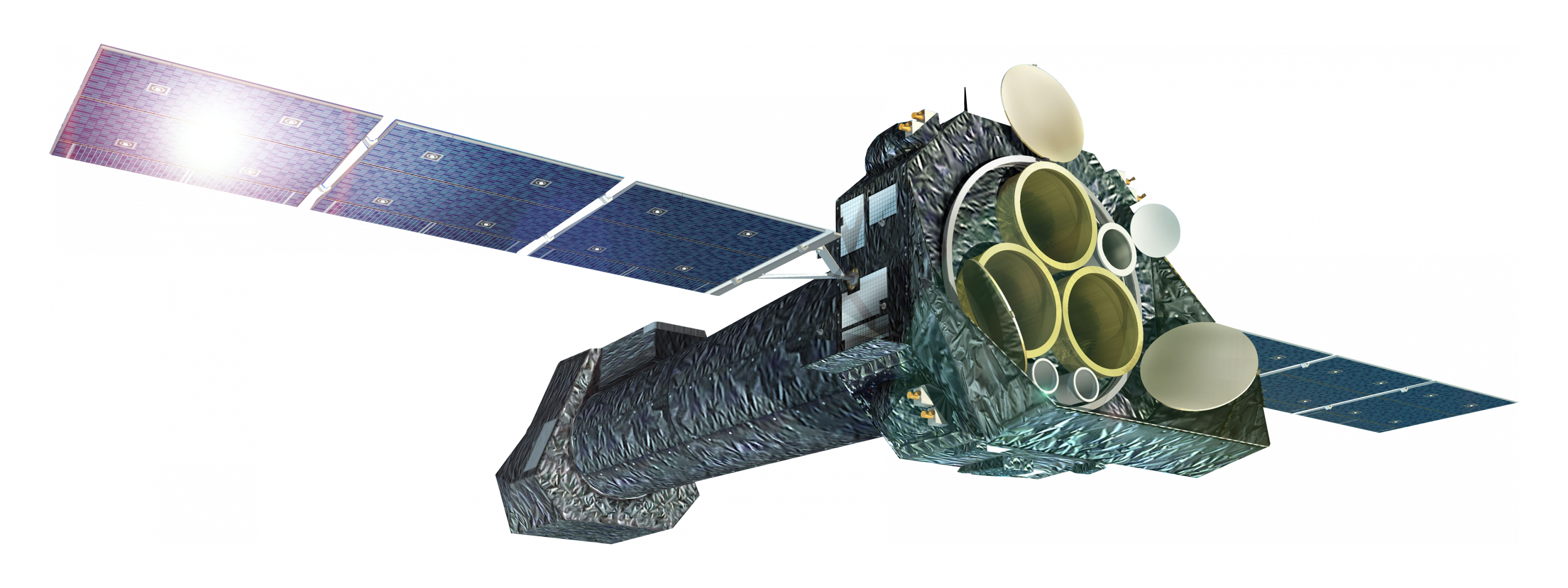

XMM-뉴턴(XMM-Newton)은 고처리량 엑스선 분광학 임무(High Throughput X-ray Spectroscopy Mission) 및 엑스선 다중 거울 임무(X-ray Multi-Mirror Mission)로도 알려져 있으며, 1999년 12월 유럽 우주국이 아리안 5 로켓을 통해 발사한 엑스선 우주 관측선이다. 이는 ESA 호라이즌 2000 프로그램의 두 번째 초석 임무이다. 물리학자이자 천문학자인 아이작 뉴턴 경의 이름을 딴 이 우주선은 성간 엑스선 소스를 조사하고, 협범위 및 광역 분광학을 수행하며, 엑스선과 광학(가시광선 및 자외선) 모두에서 물체의 최초 동시 이미징을 수행하는 임무를 맡고 있다.
초기 자금 지원은 2년, 설계 수명은 10년으로, 우주선은 양호한 상태를 유지하고 있으며 가장 최근에는 2023년 3월에 임무 연장을 반복했으며 2026년 말까지 작동할 예정이다. ESA는 XMM-뉴턴을 계승할 계획이다. 2035년에 발사될 코스믹 비전 2015-2025 계획의 두 번째 대규모 임무인 고에너지 천체물리학을 위한 첨단 망원경(ATHENA)이 포함된다. XMM-뉴턴은 역시 1999년에 발사된 NASA의 찬드라 엑스선 관측선과 유사하다.
2018년 5월 기준 XMM-뉴턴 또는 XMM-뉴턴이 반환하는 과학적 결과에 대해 거의 5,600개에 가까운 논문이 출판되었다.

## 같이 보기
- 엑스선천문학